# 루마니아 철도

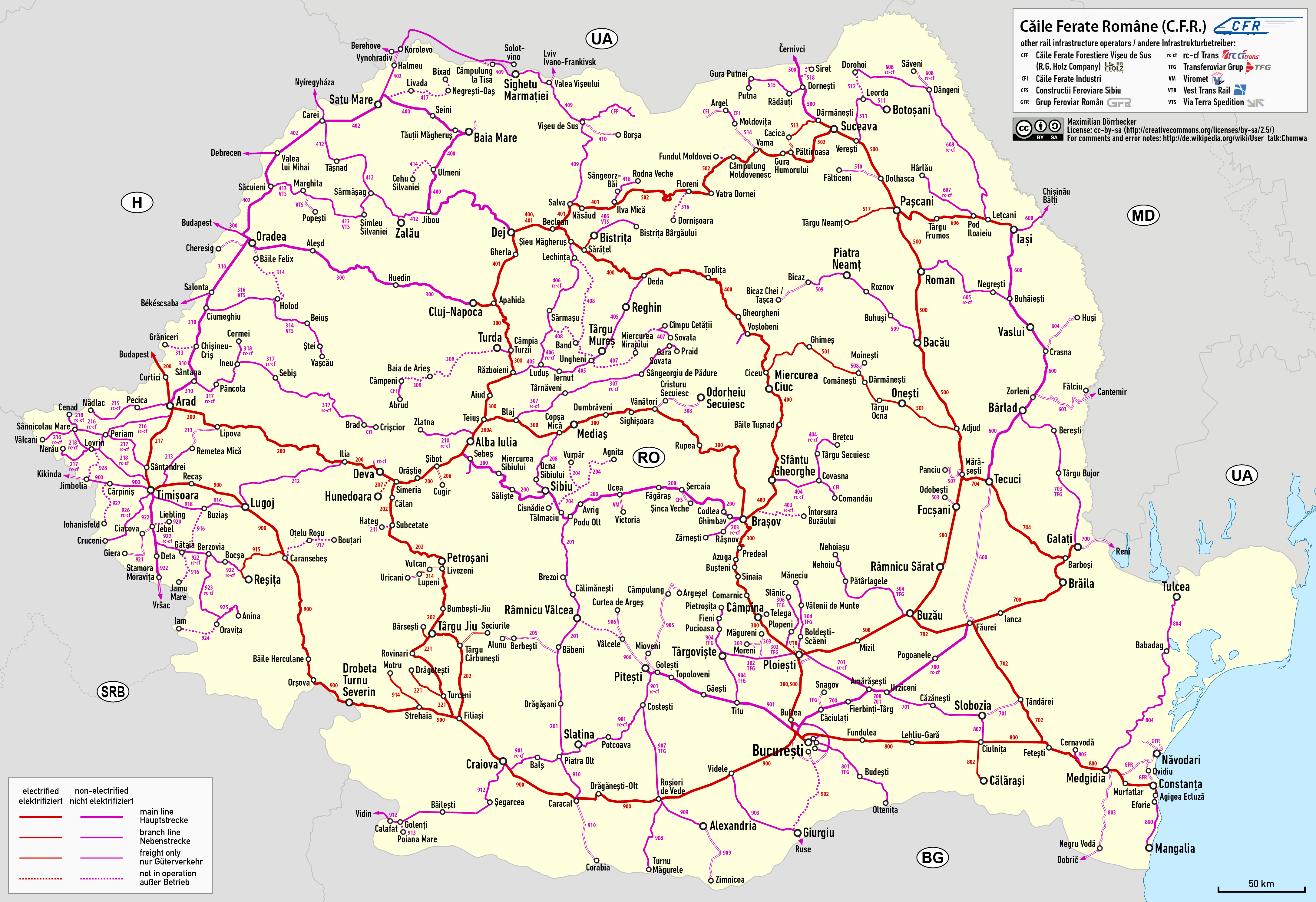
루마니아의 철도망

루마니아 철도(Căile Ferate Române, CFR)는 루마니아의 국가 철도 수송 회사이다. 2014년 기준으로, ㄹ루마니아의 철도망은 10,777 km로 구성되며 그 중 4,029km(37.4%)가 전철화되어 있다. 총 트랙 길이는 22,247km이며 그 중 8,585km(38.5%)가 전철화되어 있다. CIA 월드 팩트북은 루마니아를 세계에서 23번째로 큰 철도망으로 나열하고 있다. 이 망은 다른 유럽 철도망들과 상당히 상호 연결되어 있어서 범유럽 승객 및 화물 서비스를 제공한다. CFR은 1880년 4월 1일 설립되어 1880년부터 운용되고 있으나 현재의 루마니아 영토에서의 첫 철로는 1854년 시작되었다.

## 같이 보기
- 부쿠레슈티 북역
- CFR 클루지